# ريتشارد س. بوش
ريتشارد س. بوش (بالإنجليزية: Richard C. Bush)‏ هو كاتب وعالم سياسة أمريكي، ولد في 21 نوفمبر 1947.

## وصلات خارجية
- ريتشارد س. بوش على موقع إن إن دي بي (الإنجليزية)